# Ján Filc
Ján Filc (* 19. Februar 1953 in Bratislava) ist ein ehemaliger slowakischer Eishockeytorwart, der seit seinem Karriereende als Trainer arbeitet. Zwischen Juli 2008 und März 2010 war er slowakischer Nationaltrainer. Sein Bruder Marian gehörte zur Eiskunstlauf-Nationalmannschaft der ČSSR. Sein Sohn Róbert ist ebenfalls Eishockeytorwart und spielte unter anderem für die University of British Columbia und den HC Vítkovice Steel.

## Karriere als Spieler
Ján Filc begann seine Karriere als Torwart im Nachwuchs des HC Slovan Bratislava. Während dieser Zeit wurde er in die U18-Auswahlmannschaft der ČSSR berufen und gewann bei den U18-Europameisterschaften 1971 und 1972 die Bronzemedaille.
Nach seinem Schulabschluss verließ er Bratislava und war in den folgenden zehn Jahren Stammtorhüter von Plastika Nitra. Unterbrochen wurde diese Vereinszugehörigkeit nur durch ein Jahr Militärdienst, den er beim Armeeklub aus Poprad ableistete. Im Alter von 31 Jahren beendete Filc 1984 seine Karriere als Spieler.
1976 beendete er sein Studium der Sportwissenschaften und der Englischen Sprache. Fünf Jahre später erwarb er einen Doktortitel und arbeitete in der Folge als Sportpädagoge an den Universitäten von Nitra und Bratislava.

## Karriere als Trainer
Während Filc bei Plastika Nitra spielte, arbeitete er ab 1978 auch als Nachwuchstrainer beim gleichen Verein. 1981 wurde er Cheftrainer der Nachwuchsabteilung des Vereins, bevor er zwischen 1985 und 1986 die Herrenmannschaft, die in der zweitklassigen 1. SNHL spielte, betreute.
Im Jahr 1986 kehrte er nach Bratislava zurück und fing an, als Sportlehrer an der Schule der tschechoslowakischen Sportpädagogik-Vereinigung (ČSZTV) zu arbeiten. Etwa zwei Jahre später (1988) arbeitete er als Dozent an der Sportwissenschaftlichen Fakultät der Universität von Bratislava.
Zwischen 1987 und 1989 war er Assistenztrainer bei Slovan Bratislava, bevor er in der Saison 1989/90 zum Cheftrainer befördert wurde. Von 1990 bis 1992 betreute er WAT Stadlau Wien als hauptamtlicher Übungsleiter. Zwischen 1994 und 1997 war er Nachwuchstrainer beim TJ Spartak BEZ Bratislava, der sich später in Danubia Bratislava umbenannte. 1998 wurde er Trainer und Manager der slowakischen U20-Nationalmannschaft, die ein Jahr später die Bronzemedaille bei der Weltmeisterschaft in Winnipeg gewann.
Ab 15. Juni 1999 arbeitete er als Cheftrainer der slowakischen Herren-Nationalmannschaft. Die Weltmeisterschaft 2000 in Sankt Petersburg beendete das slowakische Eishockeyteam auf dem zweiten Platz und gewann damit die erste Medaille im Eishockey für die Slowakei. Zwei Jahre später, bei der Weltmeisterschaft 2002 in Göteborg, besiegte die slowakische Nationalmannschaft im Finale die russische Herrenauswahl mit 4:3 und wurde dadurch unter der Führung von Ján Filc das erste Mal Weltmeister.
Nach diesem historischen Erfolg trat Filc von seinem Amt zurück und wurde Mitglied des Exekutiv-Komitees des slowakischen Eishockeyverbandes SZĽH. In seiner Amtszeit zwischen 1999 und 2002 betreute er das Nationalteam bei 81 Länderspielen, wobei das dieses 42 Siege, 9 Unentschieden und 30 Niederlagen erreichte.
Sein Nachfolger als Nationaltrainer wurde František Hossa, dessen Vertrag eine Klausel enthielt, das Filc das slowakische Nationalteam beim World Cup of Hockey 2004 betreuen würde. Bei diesem Turnier belegte dieses den achten Platz.
Am 4. Juni 2008 stellte der SZĽH Július Šupler als Nationaltrainer frei und Filc wurde neben einigen kanadischen Trainern als dessen Nachfolger gehandelt. Am 26. Juni 2008 wurde Filc als neuer Nationaltrainer vorgestellt, sein Vertrag begann am 1. Juli. Nach der Weltmeisterschaft 2009 entschied der slowakische Eishockeyverband, an Filc trotz des schlechten Abschneidens der Nationalmannschaft festzuhalten. bei den Olympischen Winterspielen 2010 in Vancouver führte Filc das Nationalteam bis auf den vierten Rang. Nach diesem Erfolg trat er als Nationaltrainer zurück und wurde durch Glen Hanlon ersetzt.
Filc gehört seit 2002 dem Exekutiv-Komitee des slowakischen Eishockeyverbandes SZĽH an und gründete im Dezember 2004 die Slowakische Sportunion - Slovenskej únie športu. Zudem betreibt er seit Mitte der 1990er Jahre zusammen mit Rudolf Jurčenko eine Schule für Eishockeytorwarte.
2006 wurde Filc zum Vizepräsidenten des slowakischen Eishockeyverbandes gewählt.

## Erfolge und Auszeichnungen
Im Jahr 2000 verlieh ihm der damalige Staatspräsident der Slowakei Rudolf Schuster den slowakischen Verdienstorden Rad Ľudovíta Štúra zweiter Klasse.
- 1971 Bronzemedaille bei den U18-Europameisterschaften
- 1972 Bronzemedaille bei den U18-Europameisterschaften
- 1999 Trainer des Jahres in der Slowakei
- 2000 Silbermedaille bei der Weltmeisterschaft
- 2000 Trainer des Jahres in der Slowakei
- 2002 Goldmedaille bei der Weltmeisterschaft
- 2002 Trainer des Jahres in der Slowakei